# Trận Peleliu
Trận Peleliu có mật danh là Chiến dịch Stalemate II là một trận chiến giữa quân đội Hoa Kỳ và Nhật Bản trong chiến tranh Thái Bình Dương, Thế chiến thứ 2 diễn ra từ tháng 9 đến tháng 12 năm 1944 trên hòn đảo Peleliu. Lực lượng Hoa Kỳ ban đầu chỉ có Sư đoàn 1 Thủy Quân Lục Chiến tham chiến, sau đó được tăng viện bởi Sư đoàn 81 Bộ Binh để chiếm được phần còn lại phía bắc của hòn đảo. Thiếu tướng William Rupertus, chỉ huy Sư đoàn 1 Thủy Quân Lục Chiến, tiên đoán rằng lực lượng quân Nhật chỉ có thể cầm cự được trong 4 ngày. Trái ngược với mong đợi của người Mỹ, quân Nhật nhờ có những căn cứ kiên cố và tinh thần chiến đấu kiên cường đã khiến trận đánh kéo dài hơn hai tháng. Đây là một trong những trận đánh gây ra tranh cãi gay gắt xung quanh vấn đề vị trí chiến lược của đảo và quan trọng hơn là con số thương vong cao của lính Mỹ. Nếu xét trên tổng số lính được huy động thì Trận Peleliu là trận đánh có tỉ lệ thương vong cao nhất trong chiến tranh Thái Bình Dương.

## Bối cảnh
Vào mùa hè năm 1944, những chiến thắng của quân Mỹ ở mặt trận Tây Nam và trung tâm Thái Bình Dương làm vòng vây của Đồng Minh tiến sát chính quốc Nhật ngày một gần hơn bao giờ hết. Tuy nhiên trong Bộ tổng tham mưu Liên quân Hoa Kỳ xảy ra sự bất đồng về những bước tiếp theo trong việc tấn công chính quốc Nhật Bản. Chiến lược thứ nhất được đề nghị bởi Tướng Douglas MacArthur kêu gọi một tấn công chiếm lại Philippines ngay sau khi chiếm Okinawa, rồi đổ bộ lên Nhật Bản. Đô Đốc Chester Nimitz, chỉ huy Hạm đội Thái Bình Dương, nghiêng về phương án thứ 2. Theo đó quân Mỹ sẽ không tấn công Philippines mà sẽ chiếm đảo Okinawa và Đài Loan để làm bàn đạp tiến vào Trung Quốc cũng như các đảo phương Nam của Nhật Bản.
Đối với vấn đề Peleliu, cả hai chiến lược đều bao gồm việc chiếm lấy đảo, nhưng mục đích thì khác nhau và Sư đoàn 1 Thủy Quân Lục Chiến được cử thực hiện cuộc đổ bộ. Để giải quyết sự bất đồng, đích thân Tổng thống Franklin D. Roosevelt đã sang Trân Châu cảng lần lượt gặp các tướng lãnh và lắng nghe quan điểm của hai bên. Sau khi xem xét cả hai kế hoạch, phương án của MacArthur được chọn. Tuy nhiên việc xây dựng và củng cố các sân bay trước khi MacArthur có thể chiếm lại được Philippines, quần đảo Palau, đảo Peleliu và Angaur là cần thiết để bảo vệ cánh phải của quân Mỹ. Sự cần thiết của trận đánh đã bị đặt câu hỏi ngay cả khi cuộc đổ bộ chưa bắt đầu và sau này được coi như hoàn toàn không có ý nghĩa.

## Sự chuẩn bị

### Phía Nhật Bản
Mùa hè năm 1944, có xấp xỉ 30.000 quân Nhật đồn trú ở quần đảo Palau và có khoảng 11.000 người hiện diện ở Peleiu bao gồm Sư đoàn 14 Bộ Binh cộng thêm các công nhân lao động từ Triều Tiên và Okinawa. Đại tá Kunio Nakagawa, chỉ huy của Trung đoàn 2 Bộ Binh, phụ trách việc chuẩn bị phòng thủ của đảo.
Sau những thất bại ở quần đảo Solomon, Gilbert, Marshall và Mariana, Hải quân Đế quốc Nhật Bản đã thành lập một nhóm nghiên cứu chống đổ bộ để đưa ra một chiến lược hữu hiệu phòng thủ những đảo còn lại ở Thái Bình Dương. Họ đưa ra quyết định từ bỏ việc xây dựng tuyến phòng thủ vòng ngoài đặt trên bờ biển dễ trở thành mục tiêu dễ dàng cho Hải quân Mỹ và hủy bỏ những cuộc tấn công tự sát liều lĩnh Banzai. Chiến lược mới tập trung vào việc đánh tan các đợt đổ bộ của quân Mỹ bằng cách xây dựng một hệ thống phòng thủ dày đặc bên trong đất liền với dự định khiến cho quân Mỹ bị thương vong cao và làm hao mòn ý chí tiến lên của đối phương. Vì vậy Nakagawa đã chú trọng việc xây dựng hệ thống phòng thủ bao gồm các bunker, hang động và địa đạo ngầm bên trong dựa vào thuận lợi địa hình hiểm trở của đảo.

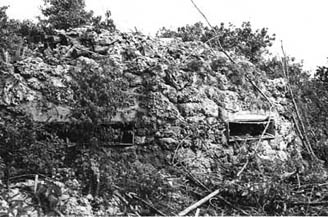
Một công sự của quân Nhật

Điểm trung tâm trong kế hoạch của Nakagawa là vị trí cao nhất đảo Peleliu, đỉnh núi Umurbrogol, được bao bọc bởi một hệ thống núi dốc đứng. Từ đỉnh Umurbrogol có thể bao quát một phần rộng lớn của đảo kể cả sân bay chủ chốt của đảo. Núi Umurbrogol gồm 500 hang động đá vôi được liên kết với nhau bằng nhiều đường hầm. Nhiều hang trong số đó ban đầu là những mỏ khai thác đá vôi nhưng sau đó được chuyển thành công sự. Bên cạnh người Nhật còn tạo thêm nhiều công sự khác bằng cách cho nổ và đào xung quanh núi Umurbrogol nhiều hang động nhân tạo khác nhau với nhiều hình dạng nhằm cản đường quân Mỹ. Những kỹ sư người Nhật đã thêm vào những hang động bằng cánh cửa thép trượt có thể mở từ nhiều hướng để có thể trang bị cả pháo và súng máy. Bên trong các hang động người Nhật bố trí các khẩu pháo 81 và 150 li, súng máy với nòng 20 li, được hỗ trợ bởi một tiểu đội xe tăng hạng nhẹ khoảng 15 chiếc và một tiểu đội phòng không. Bên cạnh đó, cửa các hang động được xây nghiêng nhằm làm chệch hướng các quả lựu đạn và súng phun lửa của đối phương. Tất cả những hang động trên được liên kết với nhau qua một hệ thống các địa đạo rộng lớn, giúp cho quân Nhật có thể dễ dàng rút lui và chiếm lại những công sự đã mất, hay lui về phòng tuyến bên trong khi cần.
Trên bờ biển, người Nhật cũng lợi dụng địa hình để tăng cường phòng thủ cho đảo. Phía cực Bắc bãi biển nơi quân Mỹ đổ bộ có một mô đất nhô ra nằm trên bán đảo nhỏ, từ đây có thể bao quát cả bãi biển. Để tạo thành một công sự nơi đây được cho đào để đặt vừa khẩu súng máy 47 li. Điểm này cùng vô số vị trí khác dọc bãi biển dài 3 km nhanh chóng bị quân Mỹ vô hiệu hóa trong cuộc đổ bộ. Ngoài ra quân Nhật còn bố trí vô số mìn, đạn pháo với kíp được đặt lên trên sẵn sàng phát hỏa khi có bất cứ vật nào đi qua. Người Nhật đã đặt một tiểu đoàn ở dọc bờ biển, tuy nhiên nhiệm vụ của họ chỉ đơn giản là làm chậm bước tiến của quân Mỹ rồi sau đó nhanh chóng rút lui củng cố các vị trí bên trong đất liền.

### Phía Hoa Kỳ

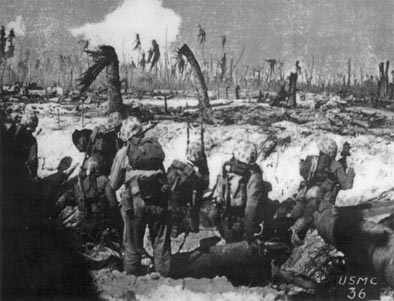
Thủy quân lục chiến Mỹ trong trận đánh.

Cũng giống như các trận đổ bộ khác tại mặt trận Thái Bình Dương thì chiến lược người Mỹ hầu như không thay đổi cho đến cuối cuộc chiến. Mặc dù họ phải chịu những tổn thất nặng nề nhất là sau trận Biak bị trì hoãn một tháng so với kế hoạch và thương vong trên 3.000 quân. Theo kế hoạch quân Mỹ sẽ đổ bộ lên bãi biển phía Tây Nam của đảo, vì đây là nơi gần nhất để tiếp cận sân bay chính. Trung đoàn 1 Thủy Quân Lục Chiến dưới quyền chỉ huy của Đại tá Chesty Puller sẽ đổ bộ lên phía Bắc của bãi biển. Đồng thời Trung đoàn 5 Thủy Quân Lục Chiến dưới quyền của Đại tá Harold D. Harris sẽ đổ bộ lên trung tâm bãi biển. Và ở phía Nam của bãi biển là do Trung đoàn 7 Thủy Quân Lục Chiến dưới quyền Đại tá Herman H. Hanneken. Họ được yểm trợ bởi Trung đoàn 11 Pháo binh Thủy Quân Lục Chiến đổ bộ lên ngay sau đó. Theo kế hoạch dự trù thì Trung đoàn 5 sẽ tiến về bãi biển phía Đông của đảo đồng thời chiếm sân bay chính và chia cắt đảo ra hai phần. Phía Bắc, Trung đoàn 1 sẽ tiến về trung tâm phòng thủ chính là đỉnh Umurbrogol, còn Trung đoàn 7 sẽ tiến về phía Nam tiêu diệt cánh quân Nhật ở đây. Ngoài ra, khi cần thiết, Sư đoàn 81 Bộ binh đang đóng ở đảo Angaur gần đó sẽ đổ bộ lên đảo hỗ trợ cho Thủy Quân Lục Chiến.
Ngày 4 tháng 9, trong lúc Thủy Quân Lục Chiến đang xuống tàu ở đảo Pavuvu, phía Bắc đảo Guadalcanal, cách Peleliu 2.100 dặm (3.400 km) để chuẩn bị đổ bộ vào Peleliu thì Đội Tháo Dỡ Vật Liệu Nổ Dưới Nước (UDT) của Hải quân Mỹ đến trước để dẹp bỏ các chướng ngại sẵn sàng cho cuộc đổ bộ. Đồng thời các chiến hạm của Hải quân bắt đầu bắn phá các mục tiêu trên đảo chuẩn bị cho trận chiến sắp tới.
Các thiết giáp hạm Pennsylvania, Maryland, Mississippi, Tennessee và Idaho, các tàu tuần dương hạng nặng Columbus, Indianapolis, Louisville, Minneapolis và Portland, các tàu tuần dương hạng nhẹ Cleveland, Denver và Honolulu được dẫn đầu bởi tàu chỉ huy Mount McKinley bắn phá hòn đảo kết hợp với không lực hải quân từ 3 hàng không mẫu hạm, 5 mẫu hạm nhẹ, 11 mẫu hạm hộ tống dội bom liên tục suốt 3 ngày. Tổng cộng có 519 quả đạn pháo 16-inch (410 mm), 1.845 đạn pháo 14-inch (360 mm), 1.793 trái bom 500 cân Anh (230 kg), và 73.412 viên đạn 13 li bắn lên một hòn đảo nhỏ chỉ vỏn vẹn có 6 dặm vuông.
Với cường độ bắn phá như vậy, người Mỹ tin tưởng rằng các vị trí của quân Nhật đã hoàn toàn bị vô hiệu hóa. Chuẩn Đô đốc Jesse Oldendorf khẳng định rằng Hải quân đã dẹp bỏ hết các mục tiêu trên đảo. Sự thật thì toàn bộ lực lượng chính của quân phòng thủ trên đảo vẫn còn nguyên vẹn. Thậm chí là tiểu đoàn được cử bảo vệ bờ biểu hầu như không bị thương vong gì đáng kể. Trong suốt cuộc đánh phá, người Nhật đã biết dùng những loạt đạn bắn trả bất thường nhằm đánh lừa quân Mỹ hướng họ về các mục tiêu giả và tránh làm lộ các vị trí phòng thủ. Trên thực tế mục tiêu chủ yếu của chiến dịch bắn phá là sân bay chính cùng những phương tiện máy bay. Trong khi đó quân Nhật đang ẩn núp trong các công sự, sẵn sàng cho một cuộc đổ bộ quy mô lớn của quân Mỹ.

## Diễn biến

### Quân Mỹ đổ bộ

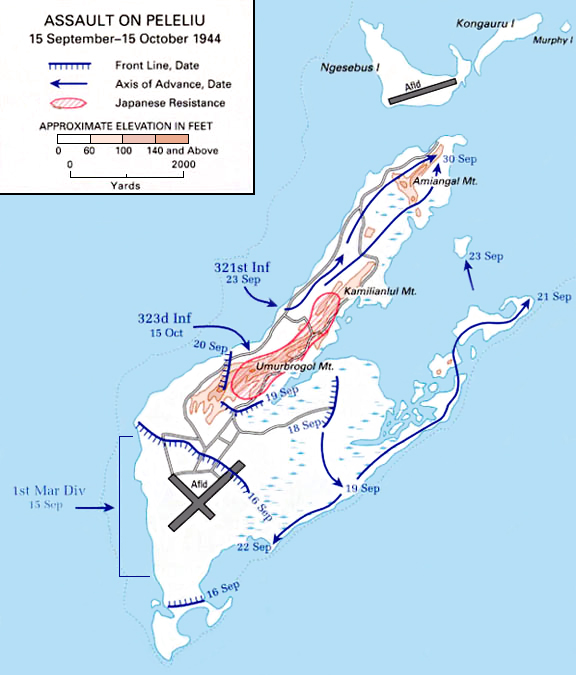
Bản đồ trận Peleliu

Lúc 8 giờ 32 phút sáng ngày 15 tháng 9 năm 1944, Thủy Quân Lục Chiến đổ bộ lên đảo. Trung đoàn 1 Thủy Quân Lục Chiến đổ quân lên bãi biển Trắng 1 và 2 ở phía Bắc, cùng lúc với Trung đoàn 5 và 7 đổ bộ lên bãi biển Cam 1, 2, 3 ở phía Trung tâm và phía Nam. Khi những phương tiện đổ bộ xuất hiện trên bãi biển, quân Nhật cho mở những cửa sắt các lô cốt và bắt đầu nhả đạn vào quân Mỹ. Từ trên những ngọn đồi san hô, lính Nhật bắn vào sườn quân Mỹ với những khẩu súng máy 47 và 20 li. Quân Mỹ bị thương vong nặng do bất ngờ vì trước đó họ cho rằng chỉ gặp sự kháng cự yếu ớt của quân Nhật. "Lần đổ bộ thứ ba thì an toàn nhưng hai lần trước thì như là địa ngục." Đến 9 giờ 30 thì quân Nhật đã phá hủy 60 thủy xa đổ bộ và xe lội nước.

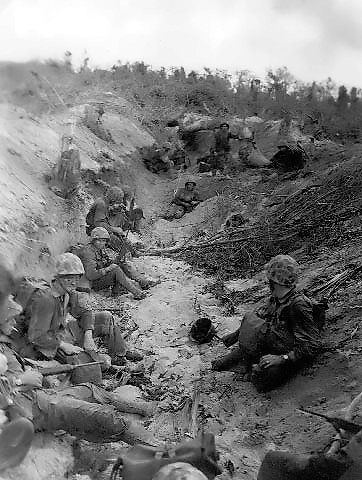
Sư đoàn Thủy quân Lục chiến số 1 trên bãi biển Cam

Tình cảnh của Trung đoàn 1 cũng không khả quan hơn khi họ nhanh chóng bị cầm chân tại phía Bắc của bãi biển. Đây là nơi họ phải đối mặt với hỏa lực mạnh từ đỉnh Umurbrogol, được lính Mỹ gọi là "Tâm điểm". Chiến sự diễn ra ác liệt đến mức viên Đại tá Chesty Puller may mắn thoát chết trong gang tấc khi ông vừa kịp nhảy khỏi tàu đổ bộ đúng lúc viên đạn pháo bắn trúng vào thủy xa của ông. Tệ hơn nữa toàn bộ bộ phận phương tiện liên lạc của Trung đoàn đều bị vô hiệu hóa bởi một viên đạn pháo 47 li của quân Nhật. Về phía Nam Trung đoàn 7 cũng gặp phải những chướng ngại tương tự khi mà họ đụng độ với các ụ súng được bố trí dọc theo sườn của cánh quân. Nhiều phương tiện đổ bộ ngay lập tức bị loại khỏi vòng chiến đấu, điều đó khiến cho quân Mỹ buộc phải rời bỏ các xe lội nước và tàu đổ bộ để lội lên bờ. Tình cảnh cực kỳ khắc nghiệt, họ phải tiến lên trong mực nước cao tới ngực hay hơn giữa các rặng đá san hô trong khi đó trên bờ quân Nhật không ngừng xả súng; thương vong nặng nề đến nỗi những người sống sót lên được tới bờ thì họ không thể chiến đấu do mất cả súng hay những phương tiện cần thiết.
Trong ngày đầu tiên của trận đánh, chỉ có duy nhất Trung đoàn số 5 có thể tiến sâu vào đảo. Sở dĩ như vậy là vì nơi họ đổ bộ cách xa những công sự được bố trí về phía Bắc và phía Nam của bãi biển nên ít gặp sự chống trả quyết liệt của quân Nhật so với hai vị trí trên. Họ nhanh chóng tiến về sân bay chính, nhưng chính tại đây họ gặp đợt phản công của Nagakawa. Quân Nhật được trang bị xe tăng tiến về phía quân Mỹ ngang qua sân bay với dự định đẩy lui quân Mỹ. Tuy nhiên cuộc phản công nhanh chóng thất bại, lần lượt từng chiếc xe tăng cùng với lính bộ binh tùng thiết bị hạ gục bởi xe tăng quân Mỹ, lựu pháo 105 li, hải pháo và máy bay ném bom bổ nhào.
Vào cuối ngày, quân Mỹ bám trụ dọc theo bờ biển dài 3 km. Ở phía Nam quân Mỹ đã thọc sâu vào trong đất liền được khoảng 1 dặm. Nhưng tình hình ở phía Bắc không lấy gì khả quan, quân Mỹ ở đây hầu như dậm chân tại chỗ do sự kháng cự quyết liệt của quân Nhật. Từ trên đỉnh Umurbrogol quân Nhật liên tục xả vào quân Mỹ những làn đạn không ngớt. Trong ngày đầu tiên này quân Mỹ chịu tổn thất khoảng 200 người tử trận và 900 người bị thương. Dù bị tổn thất lớn như vậy nhưng Rupertus vẫn tin tưởng rằng tuyến phòng thủ của quân Nhật sẽ nhanh chóng sụp đổ sau khi quân Mỹ phá vỡ tuyến phòng thủ vòng ngoài của họ, mà không hề nghĩ đến sự thay đổi chiến thuật của đối phương.

### Trận chiến phía Nam đảo và sân bay

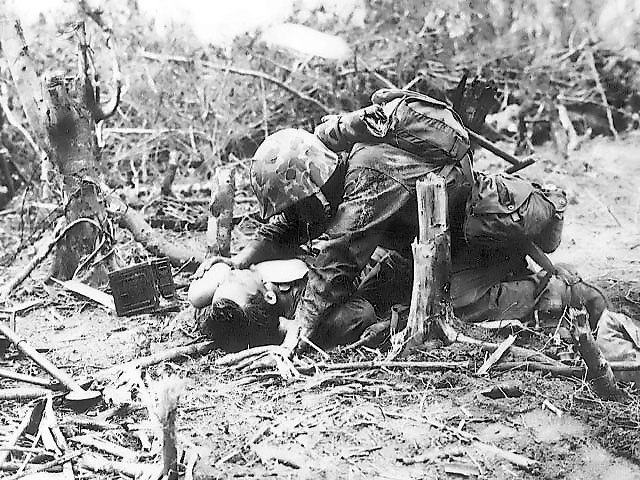
Một lính Thủy quân lục chiến đang cung cấp nước cho đồng đội bị thương

Đến ngày thứ 2, Trung đoàn số 5 tiếp tục đánh chiếm phần còn lại của sân bay và tiến về bờ biển phía Đông. Quân Mỹ bắt đầu tiến nhanh qua sân bay, lính Nhật núp trong các trạm kiểm soát và không lưu nã súng máy, súng cối và gọi pháo binh ở phía Bắc chi viện, mặc dù chịu nhiều thiệt hại do đạn pháo, đạn súng máy dày đặc bắn ra từ các công sự và ngọn núi ở phía Bắc, Trung đoàn 5 đã hoàn toàn làm chủ sân bay, lực lượng Nhật bảo vệ sân bay bị tiêu diệt đến người cuối cùng. Sau khi chiếm giữ sân bay, Trung đoàn số 5 nhanh chóng tiến về bờ biển phía Đông, trong khi đó Trung đoàn số 7 vẫn đang quét sạch những vị trí của quân Nhật ở phía Nam. Đây là nơi thử thách khắc nghiệt cho quân đội Mỹ, khi mà nhiệt độ ngoài trời lên đến 115 °F (46 °C). Quân Mỹ nhanh chóng bị kiệt sức bởi cái nóng khiến con số thương vong càng tăng cao. Tình hình càng xấu đi khi mà Sư đoàn chỉ còn nguồn nước bị nhiễm dầu để sử dụng, và tại Peleliu quân Mỹ không thể tìm ra thứ nước nào có thể uống được, giếng nước ngầm duy nhất của đảo ở phía Nam sân bay - đã bị quân Nhật đầu độc trước ngày quân Mỹ đổ bộ lên đảo. Tuy vậy, đến ngày thứ 9, Trung đoàn số 5 và số 7 đã hoàn thành nhiệm vụ, làm chủ được sân bay và phần phía Nam của đảo.
Làm chủ được sân bay, người Mỹ ngay lập tức đưa vào sử dụng vào ngày thứ tư của trận đánh. Một đơn vị trinh sát (VMO-1) được mệnh danh là "Châu chấu" ngay lập tức được cử tới làm nhiệm vụ hướng dẫn cho các đơn vị pháo binh của Hải quân và Thủy quân lục chiến. Ngày 26 tháng 9 (tức ngày thứ 12 của trận đánh), những chiếc Corsair của phi đội ném bom VMF-114 hạ cánh lên đảo. Phi đội bắt đầu thực hiện các cuộc ném bom chính xác và hiệu quả vào các công sự vững chắc của quân Nhật. Những chiếc Corsair bắn tên lửa về phía các công sự thổi tung các cách cửa sắt mở đường cho Bộ binh tiến lên, họ cũng dùng đến chiến thuật ném bom napan đã được sử dụng hiệu quả ở trận Tinian. Bom napan đã chứng tỏ tính hữu hiệu của nó, khi dễ dàng đốt cháy hoàn toàn các cây cối ngụy trang, bộc lộ vị trí đối phương cũng như tiêu diệt quân địch đang ẩn núp.

### Trận đánh tại Tâm điểm

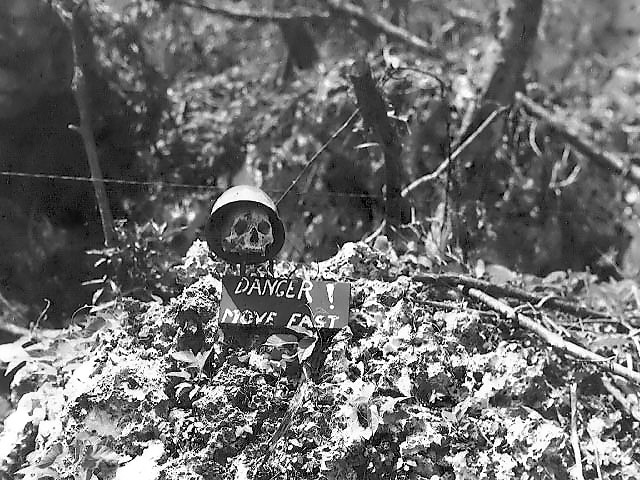
Biển cảnh báo trên đảo Peleliu tháng 9-1944

Khu rừng ở phía trên đỉnh Umurbrogol tiếp tục gây ra thương vong cho lính Mỹ dọc theo bãi biển. Để giảm thiểu thiệt hại Puller đã cử Đại úy George Hunt, chỉ huy của Đại đội K thuộc Trung đoàn 3, Sư đoàn số 1 thực thi nhiệm vụ chiếm lấy "Tâm điểm". Hunt cùng với đơn vị áp sát công sự với số vũ khí hạn chế do phần lớn súng máy đã bị bỏ lại khi cuộc đổ bộ bắt đầu. Một trong các trung đội bị cầm chân gần như cả ngày ở một ví trí dễ bị tấn công giữa các công sự. Phần còn lại của Đại đội lâm vào tình thế cực kỳ nguy hiểm khi mà quân Nhật đã cắt được cánh trái của đơn vị khiến cho họ có thể bị tiêu diệt bất cứ lúc nào. Nhưng sau đó Đại đội đã lần lượt tiêu diệt từng vị trí một. Họ dùng đến chiến thuật dùng lựu đạn khói để che khuất tầm nhìn của đối phương, tiếp theo dùng súng phóng lựu tiêu diệt quân Nhật bên trong. Sau khi loại khỏi vòng chiến sáu vị trí đặt súng máy, lính Thủy quân Lục chiến Mỹ tiếp cận với một hang động dùng súng 47 li. Một Trung úy làm mù xạ thủ Nhật với lựu đạn khói, tạo điều kiện cho một hạ sĩ ném lựu đạn qua cửa hang. Khẩu súng 47 li bị tiêu diệt cùng với xạ thủ và buộc lính Nhật ẩn núp bên trong phải chạy ra ngoài, tất cả họ đều bị bắn.
Cuối cùng Đại đội K đã vô hiệu hóa được quân Nhật ở Tâm điểm. Nhận thấy giá trị phòng thủ do địa hình hiểm trở của đỉnh Umurbrogol, Nagakawa liên tiếp cho quân phản công hòng chiếm lại nơi này, 30 giờ tiếp theo diễn ra 4 cuộc phản công liên tiếp của quân Nhật nhằm vào duy nhất một Đại đội của Mỹ, đơn vị thiếu thốn trầm trọng nước và vũ khí. Những lính Thủy quân cuối cùng đã phải chiến đấu giáp lá cà bằng tay không với quân Nhật để đẩy lùi các cuộc phản công chiếm lại Tâm điểm. Khi quân tăng viện đến nơi, Đại đội đã mất 18 người và bị thương 157 người trong suốt trận đánh. Cùng lúc đó, Trung đoàn 5 và 7 hành quân lên phía Bắc để hội quân với Trung đoàn 1 đang chiến đấu ở Tâm điểm, tuy nhiên cả hai trung đoàn đã chạm trán với hệ thống phòng ngự dày đặc của quân Nhật bao gồm các công sự, lô cốt được trang bị súng máy, súng cối và cả pháo hạng nặng khiến họ chịu nhiều tổn thất nặng nề như Trung đoàn một trong suốt chặng đường tiến quân.

### Đảo Ngesebus
Trung đoàn số 5 sau khi hoàn thành nhiệm vụ giữ vững an ninh cho sân bay chính, liền được cử chiếm lấy đảo Ngesebus, nằm ngay phía Bắc của đảo Peleliu. Tại đây một sân bay vẫn còn đang trong quá trình xây dựng và nhiều đơn vị pháo binh của quân Nhật đặt trên đảo. Hòn đảo nhỏ bé này được nối với Peleliu bằng một con đường đắp cao, nhưng chỉ huy của Sư đoàn 5 Bucky Harris bác bỏ khả năng đổ bộ lên đảo theo con đường này. Theo vị chỉ huy này dự đoán việc quân Mỹ tiến theo con đường chính này sẽ khiến cho họ trở thành mục tiêu dễ dàng cho quân Nhật. Harris thực hiện chiến lược truyền thống của quân Mỹ, theo đó hòn đảo trước hết bị đánh phá súng máy 150 li, súng 75 li từ các phương tiện đổ bộ, pháo từ Trung đoàn Thủy quân lục chiến 11, các trận oanh tạc của đơn vị VMF-114 được bắt đầu từ 28 tháng 9. So với kế hoạch đánh phá gần như thất bại của Hải quân đối với đảo Peleliu, thì lần dội bom này của Harris lên đảo Ngesebus đạt được hiệu quả rất cao, đã vô hiệu hóa hoàn toàn được phần lớn lực lượng phòng thủ trên đảo. Lính Thủy quân lục chiến Mỹ chỉ gặp phải sự kháng cự yếu ớt từ các ngọn đồi và hang động, hòn đảo nhanh chóng thất thủ chỉ phải chịu tổn thất 15 người chết và 33 người bị thương so với 470 người chết về phía Nhật.

### Trận đánh tại dãy núi Umurbrogol

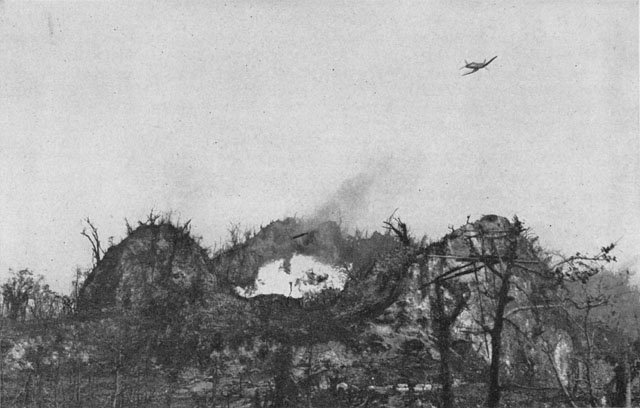
Một chiếc Corsair thả bom napan vào các vị trí quân Nhật trên đỉnh Umurbrogol

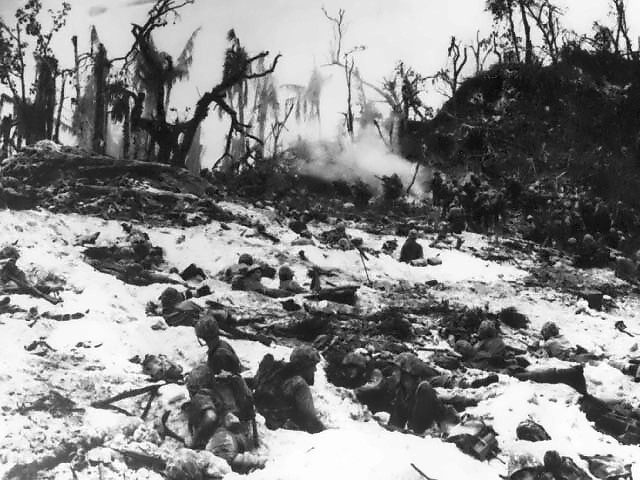
Những lính Thủy quân lục chiến đang chờ đợi trong các hố cá nhân.

Sau khi chiếm được đỉnh Umurbrogol, Trung đoàn số 1 tiếp tục tiến về phía Bắc đánh vào hệ thống phòng thủ trên dãy núi, được lính Mỹ gọi là "Mũi đất chết chóc". Puller cùng với binh lính của ông tiến lên với vô số cuộc đột kích, nhưng lần lượt từng đợt tấn công nhanh chóng bị vô hiệu hóa bởi quân Nhật. Trung đoàn số 1 giờ đây bị mắt kẹt trong các lối đi nhỏ giữa các ngọn núi, nơi mà được bao bọc bởi các công sự vững chắc và bố trí một cách thuận lợi nhất sao cho bất kì đơn vị nào cũng được hỗ trợ bởi các đơn vị khác quanh đó. Hậu quả là lính Mỹ đã bị tổn thất nặng trong khi không tiến được bao nhiêu trên dãy núi. Tuy nhiên quân Nhật lại cho thấy thiếu sự chỉ huy thống nhất, hỏa lực của họ bị phân tán ra nhiều mục tiêu khác nhau trong khi có thể gây ra thương vong lớn hơn cho quân Mỹ. Khi quân Mỹ bị thương càng tăng, các xạ thủ bắn tỉa Nhật chuyển sang nhắm vào các mục tiêu là các binh sĩ đang áp tải thương binh, họ biết rằng nếu những người lính này bị giết hoăc bị thương thì hai hay nhiều binh lính đang tiến lên sẽ phải quay lại để thay thế cho những người này. Do vậy các xạ thủ lần lần loại ra khỏi vòng chiến từng lính Mỹ một. Khi đêm, thay vì những cuộc tấn công tự sát vô ích kiểu Banzai, lính Nhật bí mật thực hiện các cuộc thâm nhập vào phòng tuyến quân Mỹ để tấn công lính Mỹ trú ẩn trong các hố cá nhân. Lính Mỹ đào các hố cá nhân dành cho hai người để luân phiên canh phòng, ban đêm trong khi một người đi ngủ thì người còn lại thức để đề phòng quân Nhật.
Một cuộc chạm trán đặc biệt ác liệt xảy ra khi Tiểu đoàn 1, Trung đoàn 1 Thủy quân lục chiến dưới quyền chỉ huy của Thiếu tá Raymond Davis tấn công đồi 100. Trong sáu ngày của trận đánh, Tiểu đoàn chịu tổn thất lên đến 71% quân số. Đại úy Everett Pope cùng với 90 người còn lại của Đại đội thâm nhập sâu vào phòng tuyến quân Nhật bao vây một vị trí mà ông cho rằng là đồi 100. Mất hết một ngày để tiểu đoàn đến được sườn của ngọn đồi, nhưng phía cuối của dải đất cao lại là một đỉnh núi khác, nơi được canh giữ bởi nhiều lính Nhật hơn cả đồi 100. Bị chặn lại tại chân đồi, Pope quyết định thiết lập một phòng tuyến nhỏ ở vòng ngoài. Đêm xuống cũng là thời điểm quân Nhật tấn công tiên tục hòng chiếm lại nơi này. Trước các đợt tấn công mãnh liệt của lính Nhật, lính Mỹ nhanh chóng cạn kiệt đạn dược và buộc phải chiến đấu bằng tất cả mọi phương tiện có được bằng cách đánh gần bằng dao và tay, thậm chí là dùng cả những hòn đá san hô và những thùng đạn trống ném về phía quân Nhật đang tiến lên. Pope và người của mình cố gắng cầm cự đến lúc bình minh. Khi lính Mỹ quyết định rút lui khỏi vị trí, họ chỉ còn lại 9 người sống sót. Sau đó Pope đã được trao huy chương danh dự cho những hành động dũng cảm tại đồi 100.

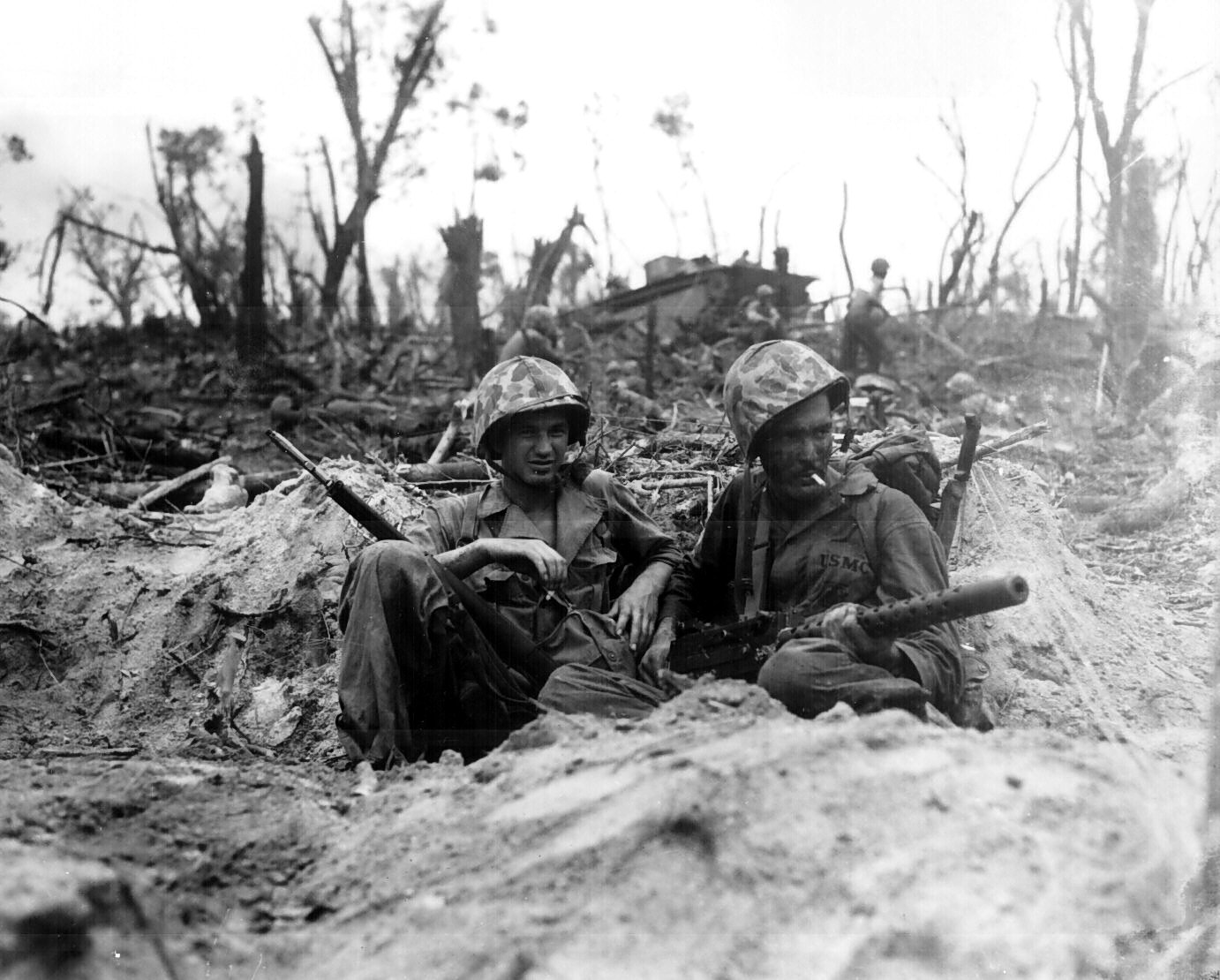
Hai lính Mỹ đang nghỉ sau khi chiến dịch càn quét quân Nhật kết thúc

Quân Nhật khi đó đã làm Trung đoàn số 1 tổn thất 1.749 người trong tổng số 3.000 lính chiếm 60% quân số. Sau sáu ngày đối đầu căng thẳng trên dãy Umurbrogol, Đại tướng Roy Geiger, chỉ huy của Quân đoàn tác chiến Thủy-Bộ số III, gửi các đơn vị của Sư đoàn Bộ binh 81 đến Peleliu đến tăng viện cho số binh sĩ của Sư đoàn 1 còn lại. Trung đoàn 321 đổ bộ lên bờ Tây của đảo, tại cực Bắc của dãy Umurbrogol vào ngày 23 tháng 9. Trung đoàn mới đến này cùng với Sư đoàn số 5 và 7 phối hợp tiến lên dãy núi. Tất cả đơn vị trên đều gặp phải sự kháng cự quyết liệt của quân Nhật khiến họ phải gánh chịu những tổn thất tương tự như Sư đoàn số 1. Đến giữa tháng 10, gần một nửa quân số của hai Trung đoàn 5 và 7 bị thương vong khi đang tìm cách tiến lên dọc theo các ngọn núi. Geiger đã phải thay thế toàn bộ binh lính của Sư đoàn số 1 còn lại bằng lực lượng từ Sư đoàn 81 để tiếp tục cuộc chiến. Ngày 15 Trung đoàn 323 đã hiện diện ở phía Bắc đảo, và đến tuần thứ ba của tháng 9, phần lớn lính Thủy quân Lục chiến còn lại của Sư đoàn 1 phải rút lui về Pavuvu. Toàn bộ binh lính Mỹ đóng trên đảo giờ đây đều phải đối mặt với duy nhất quân Nhật ở dãy Umurbrogol, quân Nhật tiếp tục bám trụ trên các rặng núi và ra sức chống trả ác liệt, quân Mỹ sử dụng lựu đạn, súng phun lửa và xe tăng để tiêu diệt từng ổ kháng cự của quân Nhật trên dãy núi, họ chiến đấu dai dẳng thêm 1 tháng nữa cho đến khi chắc chắn đã loại hết quân Nhật ở đây. Đến cuối trận đánh Nagakawa đã tuyên bố với binh sĩ "Thanh gươm của chúng ta đã bị gãy và những ngọn giáo cũng không còn". Tiếp theo vị tướng cùng với binh sĩ của mình đốt hết cờ và huy hiệu của Sư đoàn để không lọt vào tay quân Mỹ rồi tự sát theo kiểu seppuku của Samurai. Sau khi chết Nakagawa được phong quân hàm Trung tướng vì những hi sinh của ông trên đảo Peleliu.
Sau trận đánh, một Trung úy người Nhật cùng với 26 lính bộ binh và 8 lính bảo vệ bờ biển cố thủ trong một hang động trên đảo Peleliu cho đến ngày 22 tháng 4-1947 và chỉ đầu hàng sau khi một Đô đốc từ Nhật thuyết phục họ là chiến tranh đã kết thúc. Đây là sự đầu hàng chính thức cuối cùng của một đơn vị trong chiến tranh thế giới thứ 2.

## Kết quả

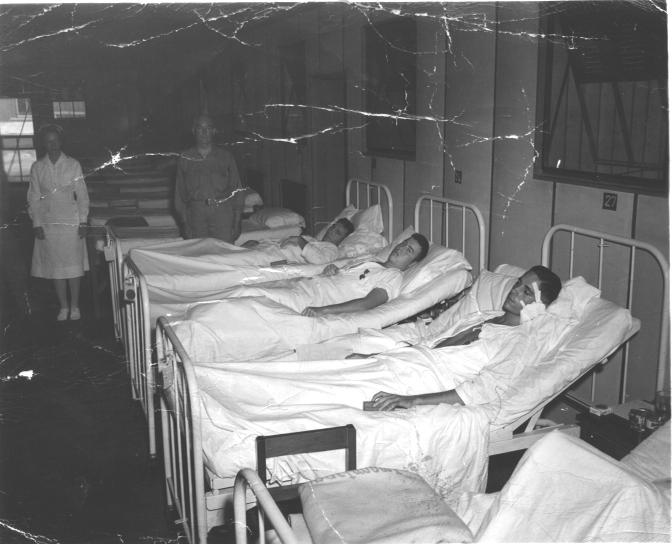
Các lính Mỹ bị thương đang được chữa trị tại bệnh viện trên đảo Guadalcanal sau trận đánh

Cuộc đối đầu quanh đỉnh Umurbrogol được như xem là trận chiến khốc liệt nhất mà quân đội Hoa Kỳ gặp phải trong thế chiến thứ II. Trong trận này Sư đoàn Thủy quân lục chiến số 1 Hoa Kỳ gánh chịu tổn thất nặng nề nhất từ khi chiến tranh nổ ra đến khi đổ bộ lên Peleliu lên đến 6.500 người chiếm hơn một phần ba quân số đơn vị, và không thể tham chiến cho đến trận Okinawa vào ngày 1 tháng 4-1945. Trong khi đó Sư đoàn tăng viện cũng phải chịu thiệt hại 3.200 người khi thực thi nhiệm vụ trên đảo Peleliu.
Trận đánh gây ra nhiều tranh cãi vì thiếu một chiến lược cụ thể. Trong khi sân bay mà quân Mỹ chiếm được trên đảo ít khi được dùng làm nơi cất cánh cho các máy bay ném bom Philippine. Hơn nữa hòn đảo chưa bao giờ được dùng làm căn cứ để chuẩn bị cho các trận đánh tiếp theo; thay vào đó hòn đảo Ulithi thuộc quần đảo Caroline nằm về phía Bắc của quần đảo Palau, được dùng làm nơi chuẩn bị cho các tàu tham gia vào trận Okinawa diễn ra trên chính quốc Nhật. Thêm vào đó, có rất ít bản báo cáo về tình hình chiến sự được thực hiện. Sở dĩ có tình trạng đó là do dự báo của Rupertus về một cuộc chiến chóng vánh chỉ trong 3 ngày, vì vậy chỉ có 6 phóng viên đi cùng với lính Mỹ lên đảo. Bên cạnh đó trận đánh ít được quan tâm do quân Mỹ tập trung vào kế hoạch của MacArthur chiếm lại Philippine và phối hợp với quân Đồng Minh đẩy lùi quân Phát xít Đức ở chiến trường châu Âu.
Sau trận chiến này cùng với trận Angaur sau đó đã giúp cho người Mỹ biết trước được cấu trúc phòng thủ của quân Nhật tại Iwo Jima và Okinawa tiếp theo. Tuy nhiên chiến thuật đánh phá của Hải quân lại không cải thiện được bao nhiêu khi mà hiệu quả của nó ở Iwo Jima chỉ tăng chút ít so với ở Peleliu, nhưng tại Okinawa những cuộc bắn phá sơ khởi đã đạt được kết quả tương đối. Cũng từ trận đánh này lực lượng người nhái đã thu thập được nhiều kinh nghiệm thực hiện việc phá hủy các chướng ngại dưới nước đồng thời làm quân Nhật tại Iwo Jima bối rối về vị trí chính xác của cuộc đổ bộ, nhưng lại thất bại khi đã báo động quân Nhật về bãi biển nơi quân Mỹ đổ bộ lên Okinawa. Lực lượng chiến đấu trên mặt đất ở Peleliu cũng có thêm kinh nghiệm đối phó với các công sự vững chắc và áp dụng những chiến thuật đã biết vào trận Okinawa.
Do thiệt hại nặng nề của trận chiến này, nên đề xuất của Đô đốc William F. Halsey, Jr. về việc đổ bộ lên đảo Yap và quần đảo Palau bị hủy bỏ. Nhưng trước đó Halsey đã cho rằng cuộc chiến trên đảo Peleliu và Angaur là không cần thiết và lực lượng Thủy quân lục chiến và binh lính nên được chuyển sang thực thi nhiệm vụ trên đảo Leyte. Tuy nhiên đề xuất này đã bị bác bỏ bởi Nimitz.

## Huân chương
Danh hiệu cao quý nhất của Hoa Kỳ: Huân chương danh dự được trao cho 8 lính Thủy quân Lục chiến tham gia vào trận đánh, 5 người trong số đó chỉ được trao sau khi chết (dấu hiệu *):
- *Hạ sĩ Lewis K. Bausell, 1st Battalion 5th Marines (1/5)
- Hạ sĩ nhất Arthur J. Jackson, 3rd Battalion 7th Marines (3/7)
- *Hạ sĩ nhất Richard E. Kraus, 8th Amphibian Tractor Battalion
- *Hạ sĩ nhất John D. New, 2nd Battalion 7th Marines (2/7)
- *Hạ sĩ nhất Wesley Phelps, 3rd Battalion 7th Marines (3/7)
- Đại úy Everett P. Pope, USMC, 1st Battalion 1st Marines (1/1)
- *Hạ sĩ nhất Charles H. Roan, 2nd Battalion 7th Marines (2/7)
- Trung úy Carlton R. Rouh, 1st Battalion 5th Marines (1/5)

## Phim
Trận Peleliu đã được dựng thành phim và được đưa vào trong các phần 5, 6, 7 của Series phim The Pacific do Tom Hanks và Steven Spielberg đồng sản xuất.

## Sách đọc thêm
- Camp, Dick (2009). Last Man Standing: The 1st Marine Regiment on Peleliu, September 15-21, 1944. Zenith Press. ISBN 0760334935.
- Hallas, James H. (1994). The Devil's Anvil: The Assault on Peleliu. Praeger/Greenwood. ISBN 0275946460.

- Sloan, Bill (2005). Brotherhood of Heroes: The Marines at Peleliu, 1944 -- The Bloodiest Battle of the Pacific War. Simon và Schuster. ISBN 0743260090.